# Travesseiro
Travesseiro là một đô thị thuộc bang Rio Grande do Sul, Brasil. Đô thị này có diện tích 81,106 km², dân số năm 2007 là 2379 người, mật độ 29,33 người/km².